# Club de Regatas San Nicolás

Bandera del CRSN.

El Club de Regatas San Nicolás es un club social y deportivo situado en la ciudad de San Nicolás de los Arroyos, Provincia de Buenos Aires, Argentina.

## Historia
Fue fundado el 22 de octubre de 1892 por iniciativa de un grupo de hombres encabezado por el periodista y escritor Dámaso Valdés. Se reunían en la sede del Club Gimnasia y Esgrima, Calle Comercio (act. Mitre) 283, resultando de sus deliberaciones la fundación del Club de Regatas San Nicolás.
En la primera comisión directiva, que debía redactar el estatuto de la entidad de acuerdo a lo establecido en el acta fundacional, figuraban: Dámaso Valdés (presidente), Rafael Posadas (vicepresidente), Jorge Tucker (capitán), José María Cátala (subcapitán), Federico Gard (tesorero), Apolinario Hurtado (secretario), y los vocales Eduardo Vila, Francisco Pi y Suner, Dr. Julio Rojas, Arturo Nunez, Dr. Rodolfo Cattaneo, Teodoro Garay, Carlos Spongia, Maximiano Vázquez Teodoro Morris. En la época de su fundación, Regatas contaba con 67 socios. La fiesta inaugural se realizó el 2 de febrero de 1893, con un programa de regatas que se integró con seis carreras, en las que compitieron 10 botes. Si bien las regatas, como disciplina deportiva fue la principal preocupación, ya en la primera década de existencia, natación, bochas, tiro al blanco, esgrima y la cultura física habían ganado su espacio. En 1902 se decidió incorporar a la Unión de Remeros Aficionados. Para entonces el Club de Regatas comenzaba a ser reconocido nacional e internacionalmente.                                                                                                       
Quince años avanzado el nuevo siglo, la entidad agregó un nuevo predio al que ya tenía, muy protegido por la barranca ribereña, del cual tomó la fisonomía física actual, junto con un ambicioso proyecto de forestación y construcción de canchas de tenis de polvo de ladrillo.
A su vez, en la faz institucional, podemos decir que hoy el Club de Regatas ha expandido sus actividades a nuevas áreas, y ha incorporado nuevas sedes, como la del ex Club Arco Iris (1991), hoy Sede Calle Rivadavia, y la del Camping de la Asociación de Propietarios de Bienes Raíces, hoy Sede Prado Español (adquirida por fusión con esta entidad).
| Secciones deportivas destacadas de Club de Regatas (SN) | Secciones deportivas destacadas de Club de Regatas (SN) | Secciones deportivas destacadas de Club de Regatas (SN) |
| ------------------------------------------------------- | ------------------------------------------------------- | ------------------------------------------------------- |
| Fútbol Masculino                                        | Fútbol de inferiores                                    | Fútbol Femenino                                         |
| Baloncesto                                              | Hockey sobre pasto                                      | Vóley                                                   |
| Remo                                                    | Rugby                                                   | Balonmano                                               |

## Remo
El motivo de su fundación fue el remo, deporte en que había conseguido logros importantes. En el recuerdo del club se guarda el equipo popularmente llamado "Cuatro de fierro", integrado por Urbano Fernández, Ulises Marinas, Domingo Musante, José Hernández y Donato Di Lorenzo (tim.) y en calidad de suplente, pero con intervenciones a la altura de sus titulares, Luis Cicchetti. Otros destacados deportistas han sido José Alberto Araudo con 167 regatas ganadas a las que se deben sumar 80 como entrenador, topes no superados en la competencia actual, Mazzolini y Farías (tim),  Antonio Somas, Campeón Sudamericano 1962 y continuo rival del campeón nacional Alberto Demiddi. También la dupla Montaldo-Durán, representantes argentinos en las Olimpiadas de Tokio 64. Entre los jóvenes remeros se cuentan Javier Cummins y Dolores Amaya, esta última representante argentina en los Juegos Olímpicos de Atlanta 1996.

## Vela
Destacan los campeones del mundo Ramón Oliden y Lucas Gómez. Ramón Oliden ganó el campeonato del mundo de la clase Optimist en Mar del Plata en el año 1992, y Lucas Gómez el campeonato del mundo juvenil de la clase Snipe en Almería (España) en 1999. 
En la clase Snipe, Alberto “Chamaco” Vleminchx fue campeón Sudamericano Juvenil en 1973, en San Carlos de Bariloche, y Adrián Marcatelli y Francisco Bonaventura fueron campeones Sudamericanos en 2006, en el Lago San Roque (Villa Carlos Paz). Adrián Marcatelli también ganó el campeonato Argentino en 2005 y 2006, con Francisco Bonaventura, y Bárbara Brotons en 2018, con Luciano Pesci.
Otro campeón, pero como timonel de regatas fue Jorge Fernández Vina, quien, con su Velero CambaII y su tripulación obtuvieron la cinta azul (primer puesto en tiempo real) en la tradicional Regata Buenos Aires - Río de Janeiro en 1996.

## Otros deportes
Regatas se ha extendido paulatinamente a otros deportes, entre los cuales se puede mencionar la participación en Liga Nacional A de básquetbol desde 1993 hasta 2004, en la Liga Nacional A de vóley en 1998, o el ascenso a la primera división de la Liga de Hockey del Litoral en 2001.
En materia futbolística, está afiliado a la Liga Nicoleña de Fútbol, entidad de la que supo proclamarse campeón en los años 1982, 2013 (Clausura) y 2018 (Clausura). Sus participaciones le permitieron competir en categorías nacionales del ascenso para equipos indirectamente afiliados a la Asociación del Fútbol Argentino, como el Torneo del Interior (ediciones 2008, 2009, 2010, 2012 y 2013) y el Torneo Federal C (ediciones 2016 y 2018).
Está compitiendo en el Torneo Regional Federal Amateur 2024/25, habiéndose clasificado a la 3a. Ronda, por ganarle a Asociación Cristiana.
Por otra parte, Regatas tiene presencia en disciplinas como la gimnasia artística, el karate, casín, bochas, rugby y tenis, entre otros deportes.

## Deportes
- Remo
- Fútbol
- Rugby
- Pelota paleta
- Hockey
- Baloncesto
- Vóley
- Tenis
- Paddle
- Balonmano
- Gimnasia artística
- Karate
- Kayaks
- Caleta
- Canotaje
- Yachting